# Rue Hocheporte
La rue Hocheporte est une rue ancienne de la ville de Liège (Belgique). Elle relie la rue Saint-Séverin aux rues Naimette et Xhovémont.

## Odonymie
La rue se réfère à la Hocheporte, une ancienne porte de la ville de Liège que la voirie franchissait. Deux hypothèses sont avancées quant au nom de cette porte. La première hypothèse fait référence au nom de l'abbaye de Hocht (près de Lanaken) qui reçut les revenus de passage consacrés par le prince-évêque Hugues de Pierrepont. La seconde possibilité explique l'origine de ce nom par le patronyme Hacar ou Hacha. Sur la carte de Ferraris de 1777, le lieu Hasporte est mentionné.

## Situation et description
Cette rue en côte mesurant environ 460 mètres est scindée en deux sections assez différentes qui ont été séparées par le percement d'une voie rapide dans les années 1970 (rue de l'Académie). 
La partie basse possède les plus anciennes demeures de la rue. En plus de la voirie principale, elle se termine par une volée d'escaliers menant à la rue de l'Académie. 
Cette partie était à l'intérieur des remparts.
De l'autre côté de le rue de l'Académie, la partie haute de la rue est plus large et se termine au-dessus par un virage en épingle à cheveux menant à une voie en cul-de-sac. Cette section qui était située en dehors des remparts était jadis nommée Faubourg Hocheporte.

## Architecture
La partie basse de la rue Hocheporte possède 23 bâtiments repris à l'inventaire du patrimoine culturel immobilier de la Wallonie dont une suite de huit immeubles situés côté impair du no 3 au no 17. Il s'agit pour la plupart d'immeubles représentatifs du style mosan de la fin du XVIIe siècle et du XVIIIe siècle. En outre, six des immeubles de la rue sont aussi repris sur la liste du patrimoine immobilier classé de Liège.
A l'emplacement actuel de l'immeuble d'appartements occupant les nos 58 et 60, sur la partie haute de la rue, se situait la Maison Magnery, bâtiment du XVIIe siècle précédemment nommé « Auberge du soleil » ou « Au bon logis », endroit où les voyageurs pouvaient loger en attendant l'ouverture de la Hocheporte. À cet endroit se rejoignaient les rues de l'Académie, Hocheporte, Mississipi et Montagne Sainte-Walburge, carrefour qui sera baptisé « Place Hocheporte » en 1910. La place était aussi pourvue d'une fontaine Montefiore, installée 1891. En septembre 1944, le bâtiment est endommagé par une explosion causée par les Allemands dans les environs pour retarder la progression des troupes américaines, et, devenu instable, il sera complètement démoli. Son enseigne de pierre a été préservée et replacée dans la façade du no 11 de la rue Mère-Dieu.

## Patrimoine classé
La liste qui suit est classée au patrimoine immobilier de la Région wallonne :
| Objet | Année de construction / Architecte | Adresse               | Section communale | Coordonnées                      | Numéro d’inventaire | Illustration |
| --- | ---------------------------------- | --------------------- | ----------------- | -------------------------------- | ------------------- | ------------ |
| Maison - Façade principale et toiture |                                    | Rue Hocheporte, no 3  | Saint-Laurent     | 50° 38′ 45″ nord, 5° 33′ 57″ est | 62063-CLT-0111-01   | Maison       |
| Maison - Façade et toiture |                                    | Rue Hocheporte, no 9  | Saint-Laurent     | 50° 38′ 45″ nord, 5° 33′ 56″ est | 62063-CLT-0265-01   | Maison       |
| Maison - Façades, toitures, cage d'escalier à galerie à l'arrière, cheminées de stuc, plafonds décorés des pièces à rue |                                    | Rue Hocheporte, no 11 | Saint-Laurent     | 50° 38′ 46″ nord, 5° 33′ 56″ est | 62063-CLT-0140-01   | Maison       |
| Maison - Façades avant et arrière, toiture, annexe perpendiculaire à la façade arrière, cour et petite construction basse à l'arrière; à l'intérieur: cage d'escalier avec les murs en colombage, pavement du hall, portes en chêne, cheminées en stuc dont une au manteau de bois et de fonte, voussettes du 2e étage et cave |                                    | Rue Hocheporte, no 18 | Saint-Laurent     | 50° 38′ 47″ nord, 5° 33′ 56″ est | 62063-CLT-0144-01   | Maison       |
| Maison - Façade et toiture |                                    | Rue Hocheporte, no 24 | Saint-Laurent     | 50° 38′ 47″ nord, 5° 33′ 55″ est | 62063-CLT-0267-01   | Maison       |
| Maison - Façade, toitures, escaliers du XVIIIe siècle |                                    | Rue Hocheporte, no 25 | Saint-Laurent     | 50° 38′ 47″ nord, 5° 33′ 55″ est | 62063-CLT-0134-01   | Maison       |

## Voiries adjacentes
- Rue Saint-Séverin
- Rue Agimont
- Rue Firquet
- Rue des Remparts (escaliers)
- Rue de l'Académie
- Rue Louis Fraigneux
- Rue Henri Vieuxtemps
- Rue Naimette
- Rue Xhovémont